# بلونتيشم (كامبريدجشير)
بلونتيشم (بالإنجليزية: Bluntisham)‏ هي قرية وأبرشية مدنية تقع في المملكة المتحدة في هنتينغدونشير.